# Billy Wright (musicien)
Pour les articles homonymes, voir Billy Wright (homonymie) et Wright.
Billy Wright (21 mai 1932 - 27 octobre 1991) est un chanteur de jump blues et de rhythm and blues américain, né à Atlanta et mort dans cette même ville.

## Carrière
En 1949, Billy Wright est repéré par le chef d'orchestre Paul Williams qui le recommande à Savoy Records. Il enregistre jusqu'en 1954 nombre de titres de jump blues dont certains atteignent le haut des charts de rhythm and blues. Wright continue sa carrière jusqu'en 1959, enregistrant chez Peacock Records et sur des labels de taille modeste.
En 1951, il aide un jeune chanteur influencé par son style à obtenir son premier contrat avec une maison de disques : la carrière de Little Richard est lancée.

## Discographie

### Singles
- Blues For My Baby, Savoy
- Billy's Boogie Blues, Savoy
- Back Biting Woman, Savoy
- Thinking And Drinking, Savoy
- Stacked Deck, Savoy
- Hey little Girl, Savoy
- Bad Luck, Heartaches, And Trouble, Peacock

### Compilations
- Billy Wright 1949-1951, [CD] Classics rhythm and blues series 5046